# Alla Iljinitschna Surikowa

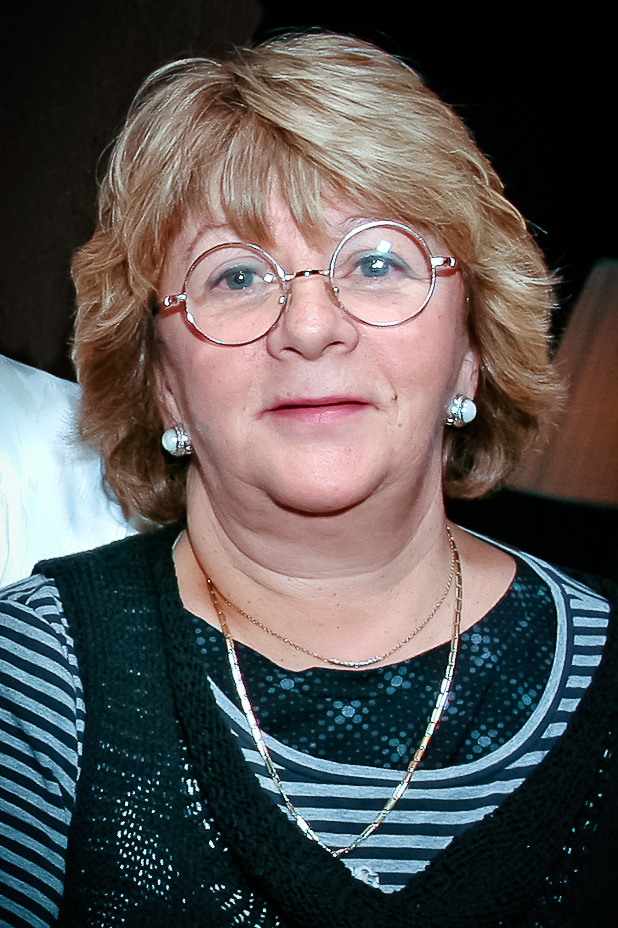
Alla Iljinitschna Surikowa

Alla Iljinitschna (Issaakowna) Surikowa, geboren Saslawskaja, (russisch Алла Ильинична (Исааковна) Сурикова, урожд. Заславская; * 6. November 1940 in Kiew) ist eine sowjetische bzw. russische Filmregisseurin und Drehbuchautorin.

## Leben
Surikowa, Tochter der Kriegsteilnehmerin und Augenärztin Sofja Borissowna Jassinowskaja und des Fernsehingenieurs Ilja (Issaak) Ossipowitsch Saslawski, nahm nach dem Schulabschluss ohne Erfolg an dem Studienplatzwettbewerb für das Kiewer Institut für Leichtindustrie teil, worauf sie ein Jahr lang als Montageschlosserin in einem Luftfahrtwerk arbeitete. Dann begann sie das Studium in Frunse an der Staatlichen Kirgisischen Universität in der Philologie-Fakultät. An der Universität Kiew schloss sie das Studium in der Philologie-Fakultät 1965 als Spezialistin für Russische Sprache und Literatur ab. Daneben hatte sie sich mit Mathematischer Linguistik beschäftigt.
Nach dem Studium begann Surikowa beim ukrainischen Fernsehen zu arbeiten. Sie war dann Regieassistentin bei Fernsehfilmen von Oleksandr Muratow und Nikolai Raschejew (1968, 1970).
Surikowa entwickelte 1972 das Konzept für das humorvolle Kinder-Kinojournal Jeralasch, für das sie dann auch Drehbuchautorin und Regisseurin wurde. Das Studium in Moskau in den zweijährigen Höheren Kursen für Drehbuchautoren und Regisseure in der Abteilung für Kinderfilmregisseure unter der künstlerischen Leitung Georgi Danelijas schloss sie bei Alexander Alow und Wladimir Naumow 1973 ab. Ihr Diplom-Kurzfilm erhielt 1974 auf dem Allunionsfilmfestival der Jugend den Preis der Staatlichen Ukrainischen Kino-Organisation Goskino USSR für beste Regie. 1987 war sie Regisseurin der Westernkomödie Der Mann vom Kapuziner-Boulevard.
Seit 1997 leitet Surikowa die Regie-Werkstatt des Allrussischen Instituts für Fortbildung der Filmschaffenden des russischen Kulturministeriums. 1999 gründete sie das gemeinnützige Studio Positiw-Film. In den Höheren Kursen für Drehbuchautoren und  Regisseure leitete sie von 2002 bis 2005 mit Wladimir Fokin die Realfilm-Regiewerkstatt und ab 2020 mit Andrei Dobrowolski die Filmgenre-Regiewerkstatt. Seit 2011 ist sie Präsidentin des Sachaliner Internationalen Filmfestivals.
Bei der Präsidentschaftswahl 1996 hatte Surikowa den Kandidaten Alexander Lebed unterstützt. Sie war 2007–2008 Mitglied des Obersten Rats der Partei Bürgerkraft.
Surikowa heiratete dreimal und hat eine Tochter und drei Enkel.

## Ehrungen, Preise
- Verdiente Künstlerin der Russischen Föderation (1992)[2]
- Volkskünstlerin der Russischen Föderation (2000)[2]
- Preis der Regierung der Russischen Föderation im Bereich Kultur (2009)[3]
- Orden der Ehre (2016)[7]